# Rakvere
Rakvere (în germană Wesenberg) este capitala județului Lääne-Viru, Estonia, fost oraș component al Ligii Hanseatice. Orașul a fost locuit de germanii baltici.

## Galerie de imagini

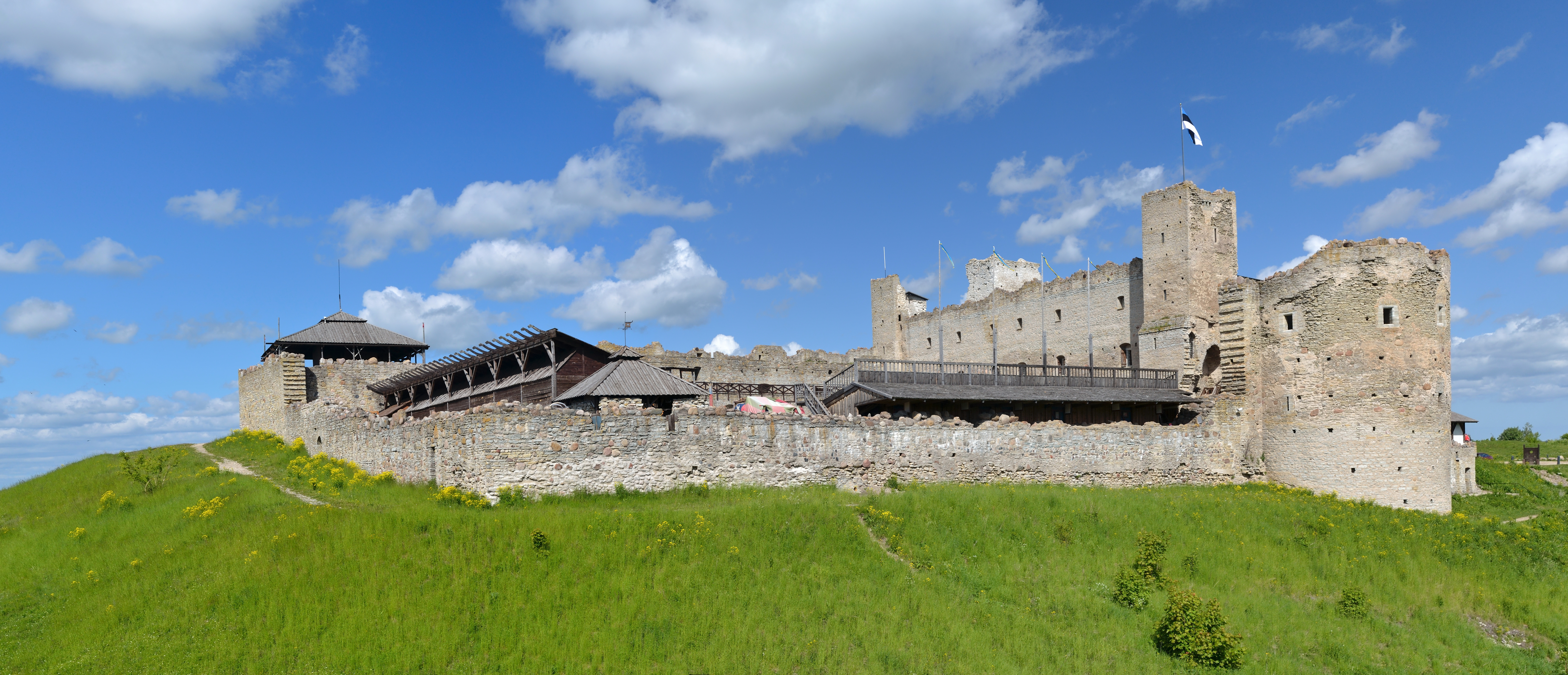
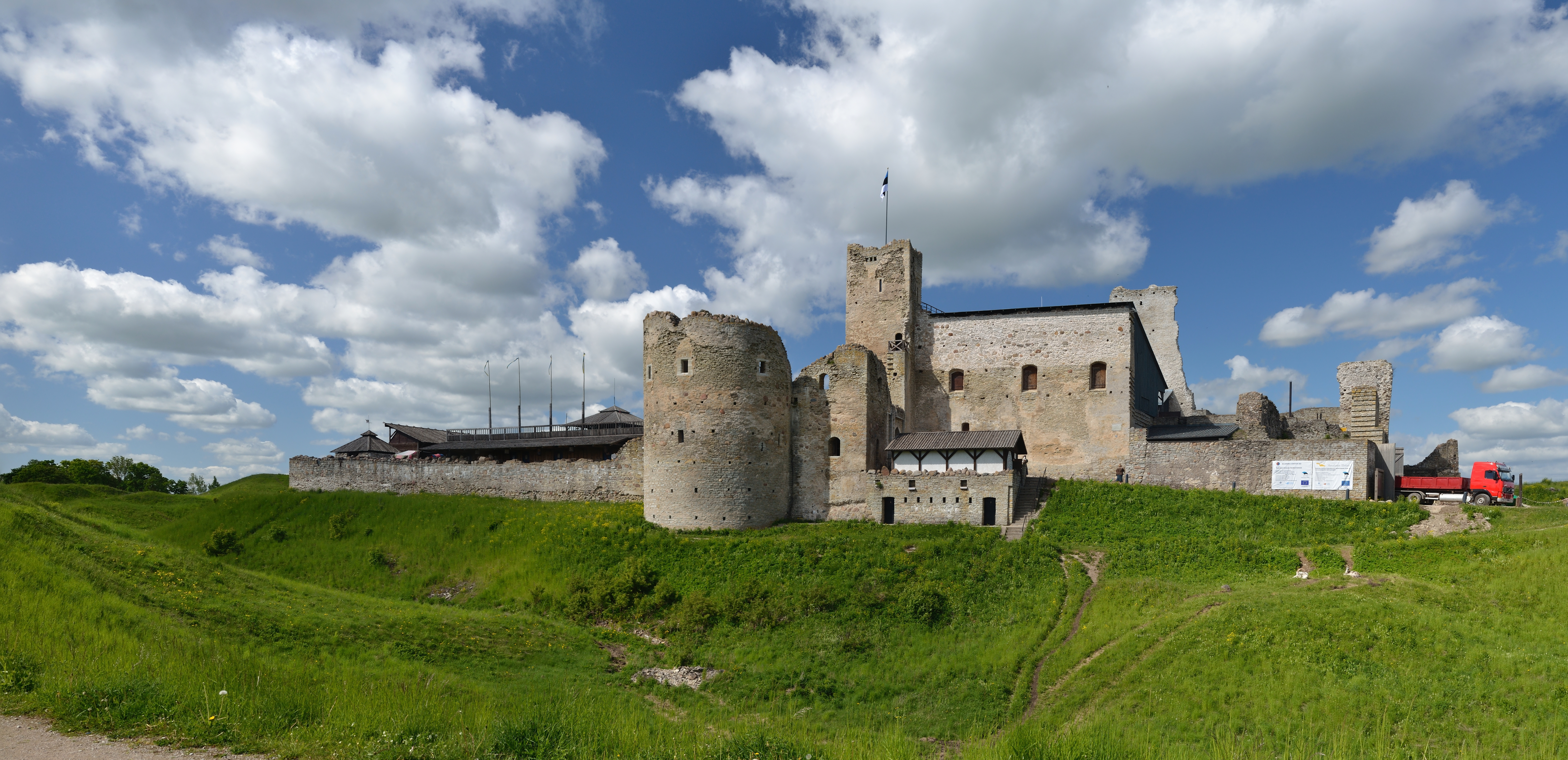
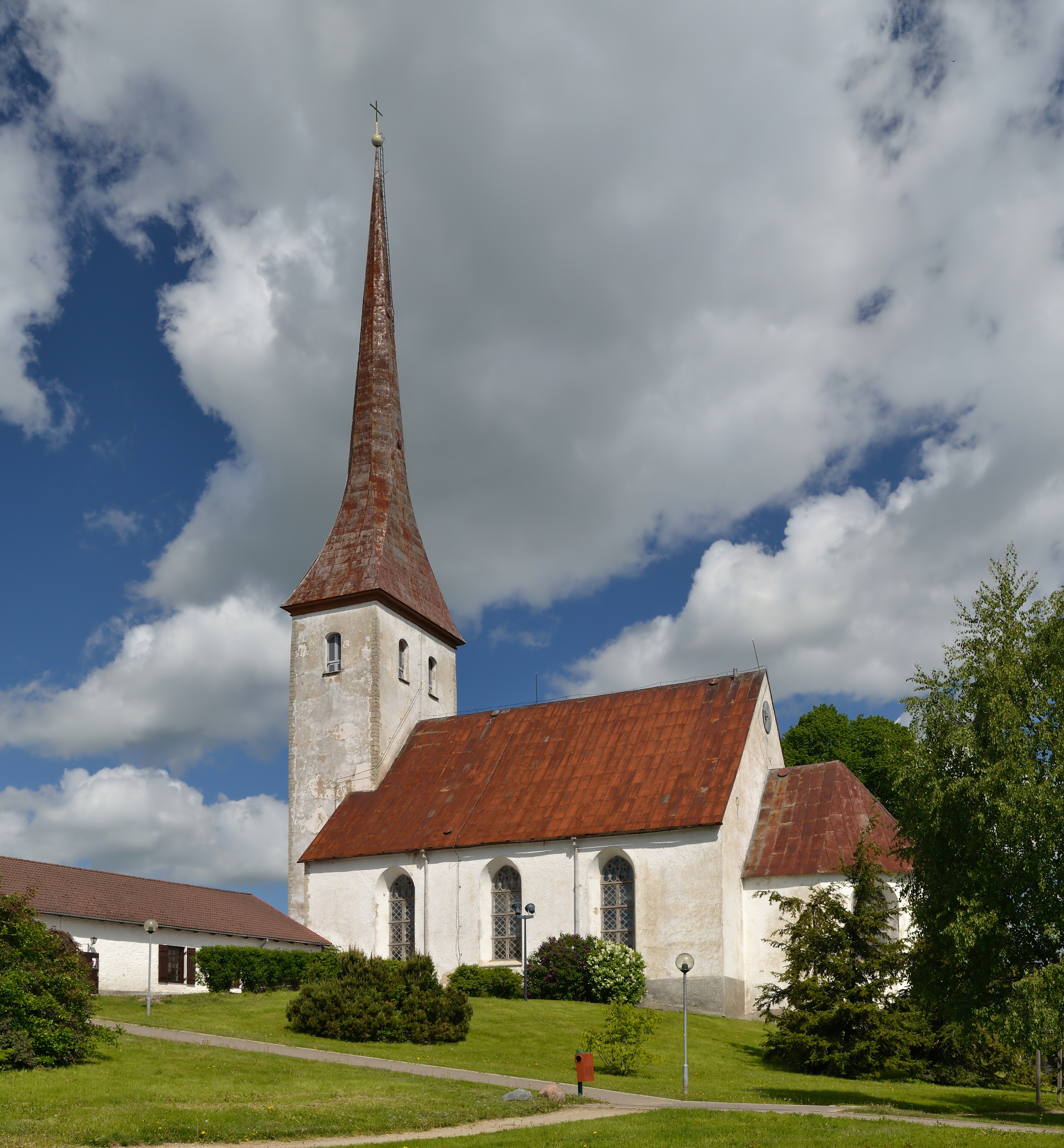
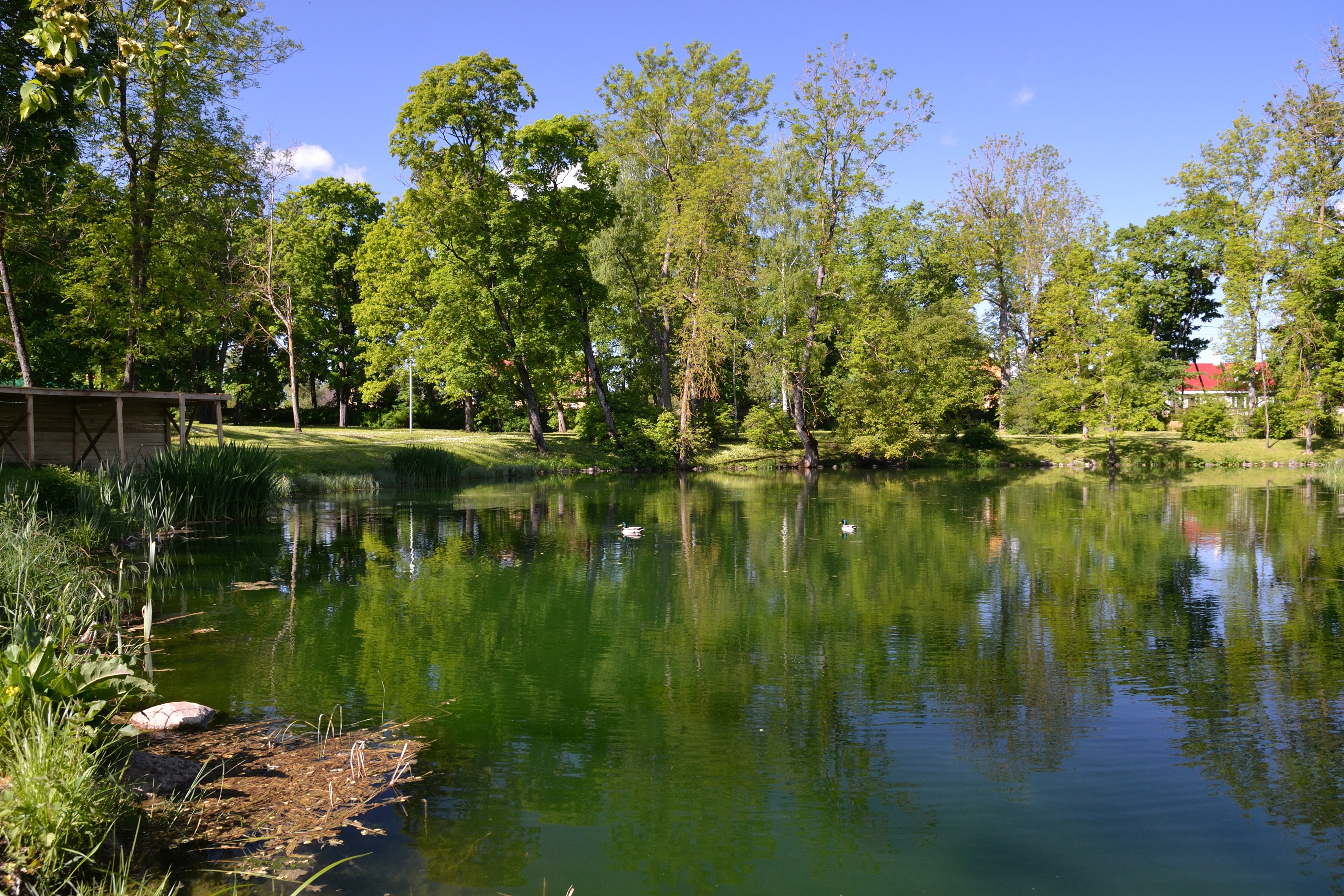
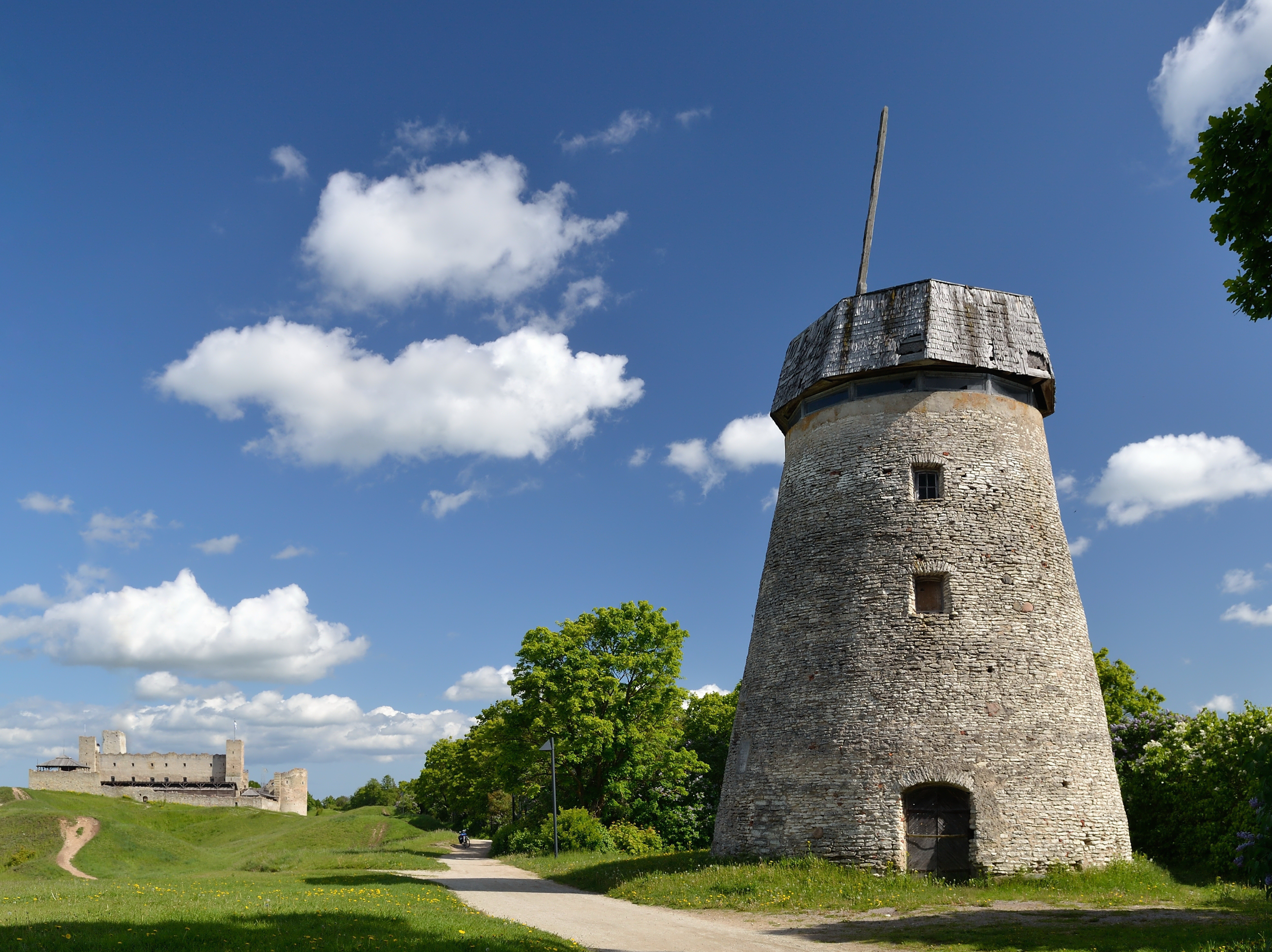
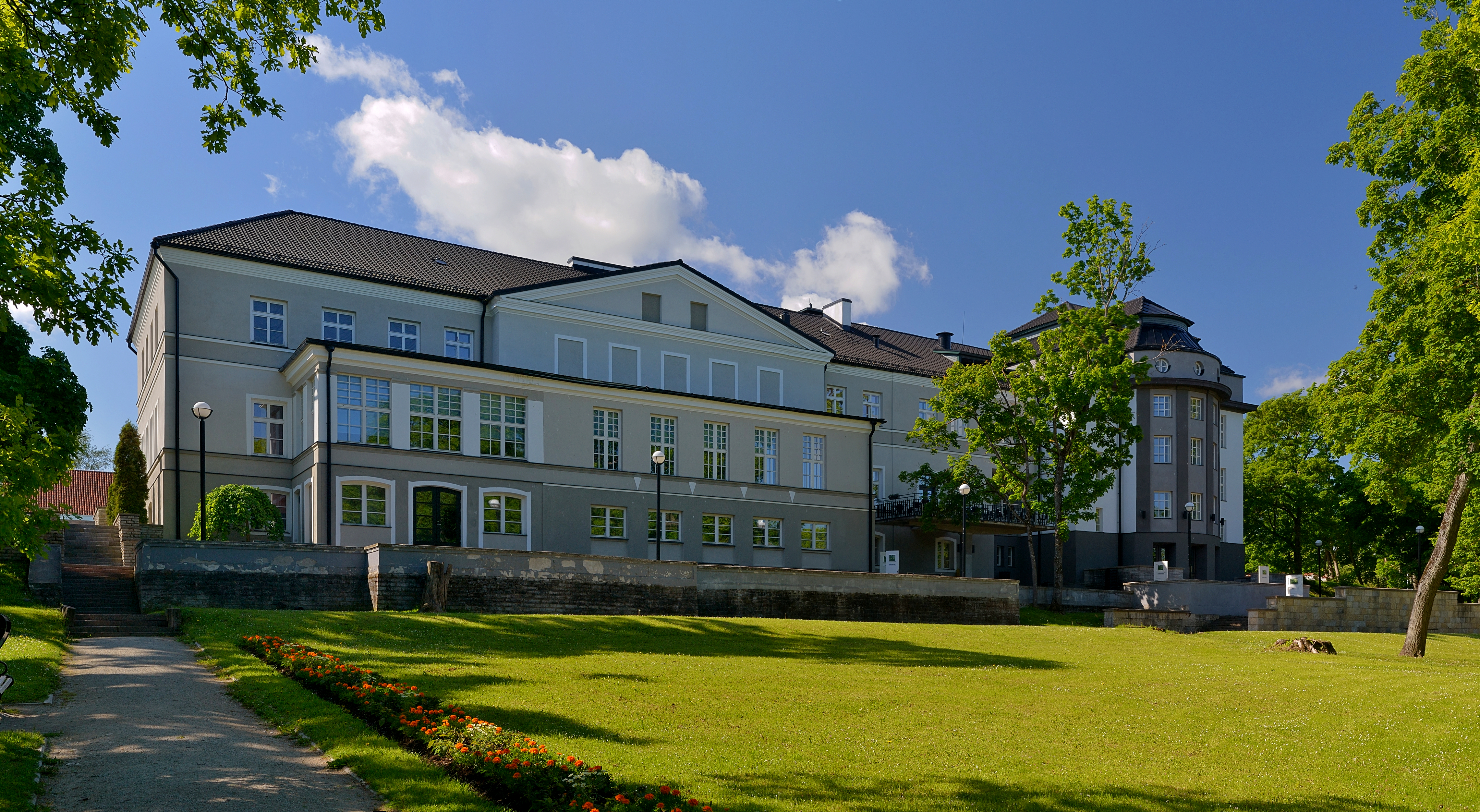

## Vezi și
- Ene Ergma